# Élections générales espagnoles de 2004
Les élections générales espagnoles de 2004 (en espagnol : Elecciones generales de España de 2004, désignées sous le numéronyme 14-M) se tiennent le dimanche 14 mars 2004, afin d'élire les 350 députés et 208 des 259 sénateurs de la VIIIe législature des Cortes Generales.
Après une législature marquée notamment par la participation de l'Espagne à la guerre en Irak, le président du gouvernement José María Aznar, au pouvoir depuis 1996, respecte son engagement de ne pas postuler pour un troisième mandat. Le Parti populaire (PP) qu'il préside investit pour lui succéder le ministre de la Présidence Mariano Rajoy. Il se trouve principalement opposé au secrétaire général du Parti socialiste ouvrier espagnol José Luis Rodríguez Zapatero, élu à ce poste en 2000 avec une courte avance sur le candidat de l'appareil socialiste, José Bono.
Trois jours avant l'ouverture des bureaux de vote, un attentat terroriste frappe plusieurs trains de banlieue à Madrid, faisant près de 200 morts. Le gouvernement accuse immédiatement les indépendantistes basques d'ETA, mais la piste s'oriente rapidement vers le terrorisme islamiste. L'exécutif est alors mis en cause par plusieurs manifestations.
Au soir du scrutin, alors que les sondages donnaient le PP en tête du scrutin avant l'attentat, le PSOE remporte la majorité relative face au PP, après huit ans dans l'opposition. Zapatero obtient un mois plus tard l'investiture du Congrès des députés et forme le premier gouvernement paritaire de l'histoire espagnole.

## Contexte

### Majorité absolue du Parti populaire
Lors des élections générales du 12 mars 2000, le Parti populaire (PP) du président du gouvernement José María Aznar, au pouvoir depuis 1996, remporte plus de 44 % des suffrages exprimés et 183 députés sur 350, soit la majorité absolue des sièges au Congrès des députés, une première pour un parti de centre droit. Alors que l'abstention progresse en raison d'une démobilisation des électeurs de centre gauche, le Parti socialiste ouvrier espagnol (PSOE) de l'ancien ministre Joaquín Almunia réalise à l'époque son plus mauvais résultat depuis 1977 tandis que Izquierda Unida (IU) de Francisco Frutos (es) perd plus de la moitié de ses voix.
À l'ouverture de la VIIe législature des Cortes Generales le 5 avril, le PP et le PSOE s'entendent pour la formation des bureaux des assemblées. Luisa Fernanda Rudi est ainsi élue présidente du Congrès des députés par 329 voix, le deuxième meilleur résultat depuis 1977, et Esperanza Aguirre est reconduite comme présidente du Sénat avec 223 voix,.
Désigné le 12 avril candidat à la présidence du gouvernement par le roi Juan Carlos Ier, José María Aznar est investi par le Congrès le 27 avril par 202 voix favorables, bénéficiant du soutien de Convergence et Union (CiU) et de la Coalition canarienne (CC). Il forme son second gouvernement dès le lendemain, qui compte 16 ministres dont huit nouveaux et seulement trois confirmés dans leurs fonctions, dont le ministre de l'Économie Rodrigo Rato. Le ministre de l'Industrie Josep Piqué est nommé ministre des Affaires étrangères et le ministre de l'Éducation Mariano Rajoy devient premier vice-président du gouvernement et ministre de la Présidence.

### Changement de dirigeant au Parti socialiste
Au soir même de sa déroute électorale, Joaquín Almunia décide de remettre sa démission immédiate et irrévocable du secrétariat général du PSOE. Dix jours après les élections, le comité fédéral du Parti socialiste constitue une direction provisoire de 15 membres, dont la présidence revient au président de la Junte d'Andalousie Manuel Chaves. En prévision du XXXVe congrès fédéral du parti, quatre candidats se présentent au secrétariat général : le président de la Junte des communautés de Castille-La Manche José Bono, les députés José Luis Rodríguez Zapatero et Matilde Fernández, et la député européenne Rosa Díez. Bien que soutenu par l'appareil du parti, notamment la puissante fédération andalouse (PSOE-A), Bono est défait de neuf votes par Zapatero, qui bénéficie des manœuvres de l'ancien numéro deux Alfonso Guerra, ce dernier ayant dévié une partie des voix destinée à sa candidate, Fernández, au profit du vainqueur. Après cette victoire étriquée, le nouveau secrétaire général obtient le soutien sans faille de son principal concurrent et la direction qu'il forme remporte la confiance de plus de 90 % des délégués au congrès.

### Gouvernement contesté
Le 23 mai 2002, l'Union générale des travailleurs (UGT) et les Commissions ouvrières (CCOO) annoncent qu'elles convoquent une grève générale — la septième depuis le retour de la démocratie mais la première depuis l'arrivée d'Aznar au pouvoir — afin de protester contre les volontés gouvernementales de réforme de l'assurance chômage. En réaction, le président du gouvernement fait adopter dès le lendemain en conseil des ministres son projet de réforme par décret-loi. Au soir du 20 juin, les syndicats affirment que plus de 80 % de la population active a cessé le travail, tandis que l'exécutif évoque un chiffre de 17 %, considérant qu'il ne s'est rien passé de particulier ce jour-là. Le président du gouvernement annonce le 9 juillet l'organisation imminente d'un remaniement ministériel au cours duquel il remplace le ministre du Travail Juan Carlos Aparicio par le président de la Généralité valencienne Eduardo Zaplana.
Au début de l'année 2003, José María Aznar s'aligne avec sept autres dirigeants européens sur la volonté de George W. Bush de déclencher la guerre d'Irak. Alors que plus de 90 % des Espagnols se déclarent opposés à ce conflit et à la participation de leur pays à celui-ci, des manifestations géantes rassemblent plus d'un million de personnes à Madrid, Barcelone, Séville, La Corogne ou encore Oviedo le 15 février. Le 4 mars, le Congrès des députés approuve — avec les seules voix du PP — la résolution parlementaire appuyant la position de soutien aux États-Unis tenue par l'exécutif, et rejette la résolution de l'opposition qui appelle à de nouvelles inspections internationales de l'arsenal militaire irakien. Une nouvelle manifestation organisée à Madrid rassemble de 20 000 à un million de personnes le 22 mars.

### Succession de José María Aznar
Conformément à une promesse faite le 9 juin 1994, José María Aznar confirme à la fin du mois d'août 2003 qu'il ne sera pas candidat à sa propre succession aux prochaines élections générales et qu'il a l'intention de proposer sous peu un candidat à sa succession : les trois vice-secrétaires généraux Jaime Mayor Oreja, Mariano Rajoy et Rodrigo Rato font alors figure de favori pour prendre sa suite. Il choisit finalement Rajoy, alors premier vice-président du gouvernement, ministre de la Présidence et porte-parole du gouvernement, qui est investi secrétaire général du Parti populaire et candidat à la présidence du gouvernement le 2 septembre à la quasi-unanimité. En conséquence, le président du gouvernement organise le 4 septembre un remaniement ministériel pour redistribuer les fonctions de Rajoy : Rodrigo Rato devient donc premier vice-président, Javier Arenas est nommé second vice-président et ministre de la Présidence, et Eduardo Zaplana est désigné porte-parole du gouvernement.

## Mode de scrutin

### Pour le Congrès des députés

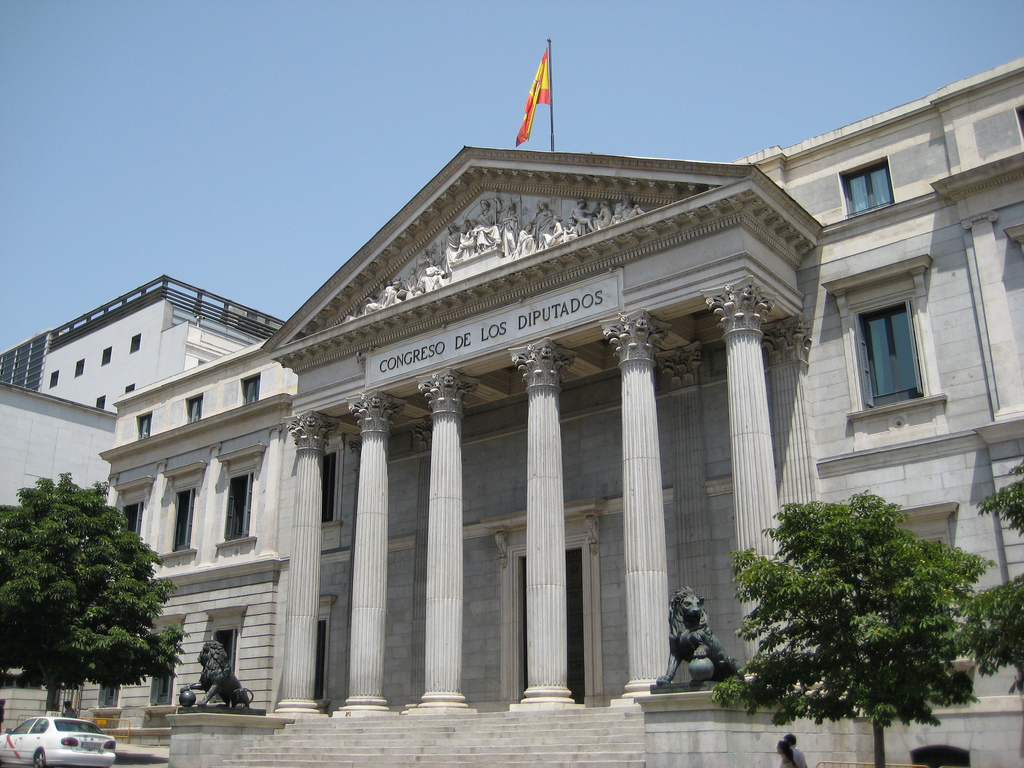
Le palais des Cortès, siège du Congrès des députés.

Le Congrès des députés est composé de 350 sièges pourvus au scrutin proportionnel plurinominal à listes fermées dans 52 circonscriptions correspondant aux 50 provinces du pays ainsi qu'aux villes autonomes de Ceuta et de Melilla. Le nombre de députés qui leur est alloué est variable en fonction de leur population, avec néanmoins un minimum de deux sièges par province, à l'exception des villes autonomes qui n'ont chacune en tout qu'un seul siège et pour laquelle les élections se tiennent donc de facto au scrutin uninominal majoritaire à un tour.
Après décompte des voix, les sièges sont répartis selon la méthode d'Hondt dans chacune des circonscriptions. Ne peuvent prétendre à la répartition des sièges que les listes ayant franchi le seuil électoral de 3 % des suffrages exprimés. Dans la pratique, ce seuil se révèle plus élevé dans les circonscriptions ayant peu de sièges à pourvoir. Il est ainsi en réalité de 25 % dans les provinces ne comptant que trois sièges. Le vote blanc est reconnu et comptabilisé comme suffrage exprimé, ce qui élève légèrement le seuil réel par rapport à un système classique où ils ne sont pas reconnus.
| Circonscriptions                                                                        | Députés |
| --------------------------------------------------------------------------------------- | ------- |
| Madrid ( 1)                                                                             | 35      |
| Barcelone                                                                               | 31      |
| Valence                                                                                 | 16      |
| Séville ( 1)                                                                            | 12      |
| Alicante                                                                                | 11      |
| Málaga                                                                                  | 10      |
| Biscaye, Cadix, La Corogne et Murcie                                                    | 9       |
| Asturies ( 1), Îles Baléares ( 1), Las Palmas ( 1)                                      | 8       |
| Cordoue, Grenade, Pontevedra ( 1), Santa Cruz de Tenerife et Saragosse                  | 7       |
| Badajoz, Gérone ( 1), Guipuscoa, Jaén, Tarragone                                        | 6       |
| Almería, Cantabrie, Castellón, Ciudad Real, Huelva, León, Navarre, Tolède et Valladolid | 5       |
| Álava, Albacete, Burgos, Cáceres ( 1), Lérida, Lugo, Ourense, La Rioja et Salamanque    | 4       |
| Ávila, Cuenca, Guadalajara, Huesca, Palencia, Ségovie, Soria, Teruel et Zamora          | 3       |
| Ceuta et Melilla                                                                        | 1       |

### Pour le Sénat

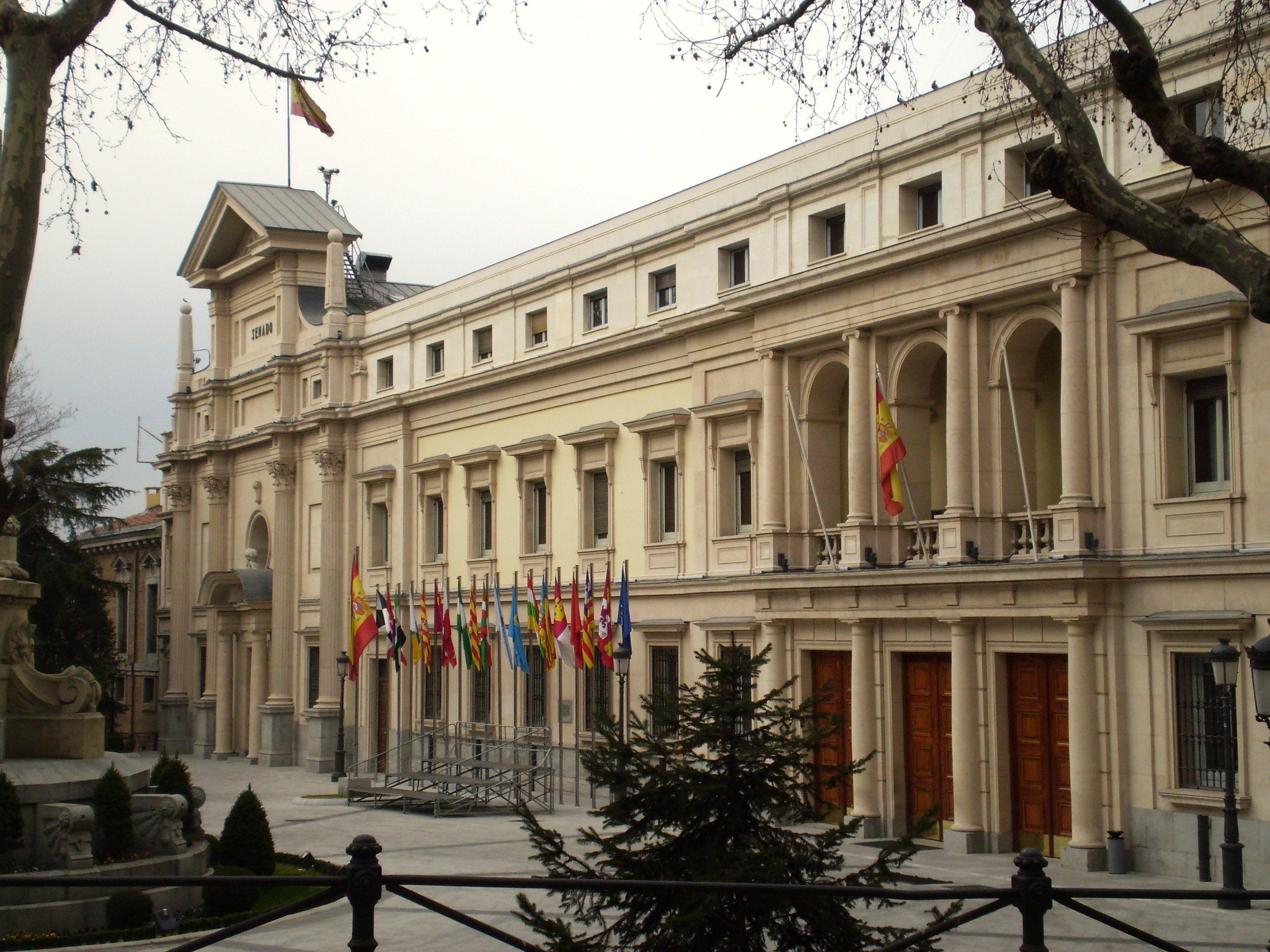
Le palais du Sénat, siège du Sénat.

Le Sénat est composé de 259 sénateurs dont 208 élus au scrutin direct, les 51 restants étant élus par les parlements des 17 communautés autonomes.
Les sénateurs élus par la population le sont au scrutin majoritaire plurinominal dans 59 circonscriptions plurinominales correspondant aux provinces du pays et à Ceuta et Melilla, à l'exception des deux communautés autonomes archipélagiques. Les principales îles des archipels des Baléares et des Canaries sont en effet dotées de leurs propres circonscriptions. Il y a ainsi quatre sénateurs pour chacune des 47 provinces de la péninsule, trois sénateurs pour les îles de Grande Canarie, Majorque et Tenerife, deux sénateurs respectivement pour Ceuta et Melilla, et un sénateur pour les îles de Minorque, Fuerteventura, La Gomera, Ibiza-Formentera, El Hierro, Lanzarote, et La Palma.
Les assemblées législatives des communautés autonomes désignent aussi des sénateurs, à raison d'un de droit par communauté, plus un siège supplémentaire par tranche d'un million d'habitants. Le nombre est de ce fait variable en fonction de l'évolution démographique. Il était de 51 en mars 2004. Ces élections indirectes ont lieu pour chaque assemblée communautaire peu après leurs renouvellements, et ne coïncident donc pas nécessairement avec les élections au scrutin populaire.

## Campagne électorale

### Principales forces politiques
| Force politique | Force politique                                                                        | Force politique | Chef de file                                             | Idéologie                                                                    | Résultats en 2000                         |
| --------------- | -------------------------------------------------------------------------------------- | --------------- | -------------------------------------------------------- | ---------------------------------------------------------------------------- | ----------------------------------------- |
|                 | Parti populaire (es) Partido Popular                                                   | PP              | Mariano Rajoy Député de Pontevedra                       | Centre droit à droite Libéral-conservatisme, démocratie chrétienne           | 44,5 % des voix 183 députés 127 sénateurs |
|                 | Parti socialiste ouvrier espagnol (es) Partido Socialista Obrero Español               | PSOE            | José Luis Rodríguez Zapatero Député de León              | Centre gauche Social-démocratie, progressisme                                | 34,2 % des voix 125 députés 60 sénateurs  |
|                 | Izquierda Unida Gauche unie                                                            | IU              | Gaspar Llamazares Député des Asturies                    | Gauche à gauche radicale Communisme, socialisme démocratique, républicanisme | 5,5 % des voix 8 députés 0 sénateur       |
|                 | Convergence et Union (ca) Convergència i Unió                                          | CiU             | Josep Antoni Duran i Lleida Député régional de Barcelone | Centre droit Catalanisme, libéral-conservatisme, démocratie chrétienne       | 4,2 % des voix 15 députés 8 sénateurs     |
|                 | Parti nationaliste basque (es) Partido Nacionalista Vasco (eu) Euzko Alderdi Jeltzalea | EAJ/PNV         | Josu Erkoreka Député de Biscaye                          | Centre droit Nationalisme basque, démocratie chrétienne, régionalisme        | 1,5 % des voix 7 députés 6 sénateurs      |

### Sondages
Le graphique ci-dessous est une synthèse des résultats des sondages réalisés depuis les élections du 12 mars 2000.

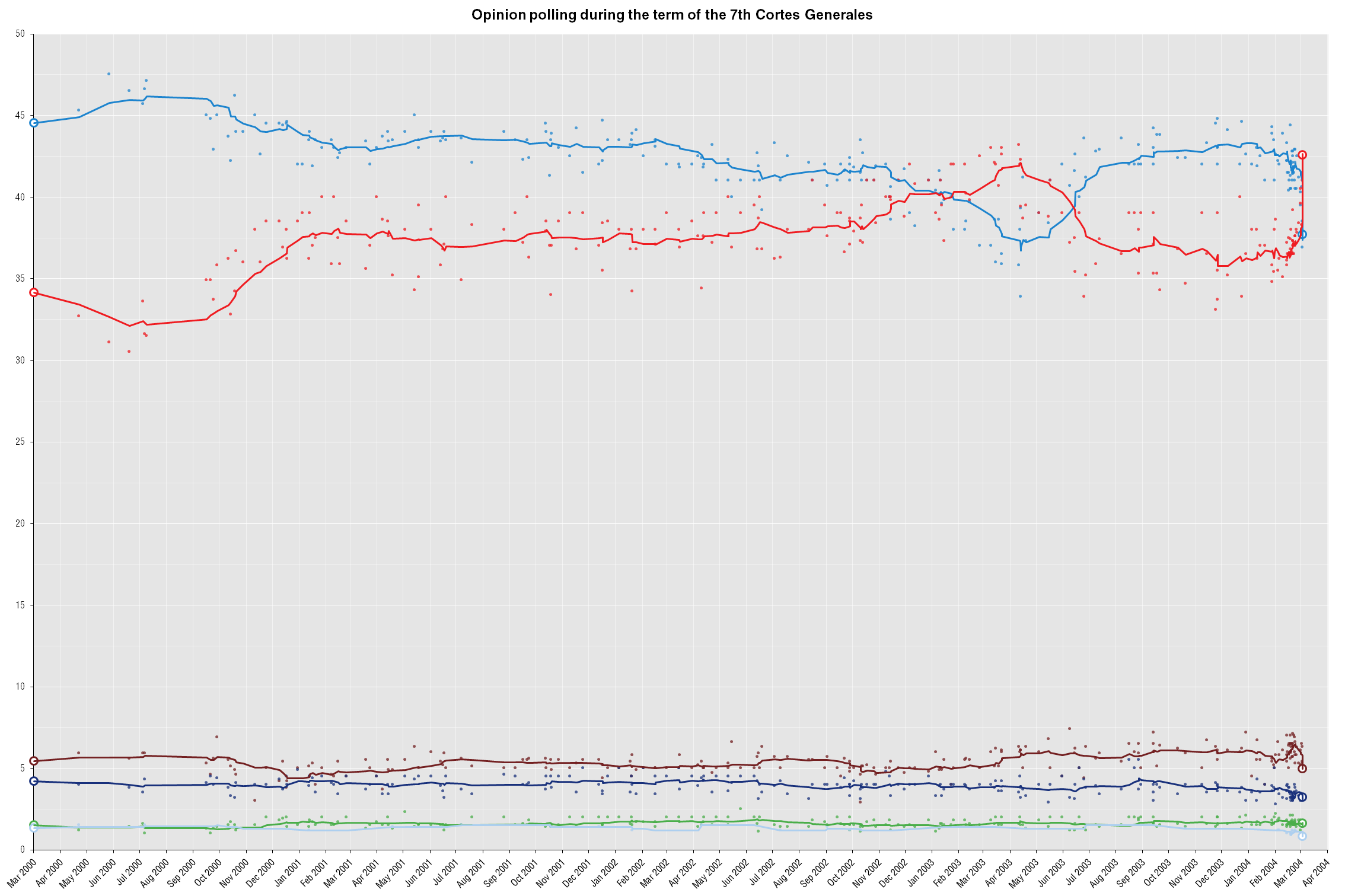
Graphique représentant les résultats des sondages depuis les élections générales de 2000.

- PP
- PSOE
- IU
- CiU
- PNV
- BNG

### Principaux événements

#### Attentats de Madrid
Le 11 mars 2004, une série d'attentats terroristes frappent des trains de banlieue à Madrid, causant près de 200 morts. Le gouvernement espagnol met immédiatement en cause l'organisation séparatiste basque Euskadi ta Askatasuna (ETA). Si ETA réfute toute responsabilité dès le lendemain, le carnage est revendiqué en fin de journée par les islamistes d'Al-Qaïda. L'exécutif réaffirme néanmoins sa conviction que le massacre a été causé par le groupe terroriste basque, cherchant visiblement à éviter que le lien soit fait entre les attentats et la participation de l'Espagne à la guerre d'Irak, dans la mesure où Oussama ben Laden avait menacé le pays de représailles en octobre précédent,.
Au soir du 12 mars, plus de 11 millions d'Espagnols descendent dans les rues pour signifier leur opposition au terrorisme et témoigner de leur solidarité avec les victimes. Dans plusieurs cortèges, les manifestants interpellent le gouvernement aux cris de « Qui a fait ça ? », tandis qu'à Barcelone, le chef de file du PP catalan Josep Piqué et le ministre de l'Économie Rodrigo Rato doivent être placés sous protection policière après avoir été qualifiés d'« assassins » par certains manifestants. Le lendemain, environ 5 000 personnes se réunissent devant le siège du Parti populaire, rue de Gênes à Madrid, réclamant « la vérité avant de voter », la manifestation ayant été convoquée par la transmission de SMS, une première dans l'histoire espagnole et comportant plusieurs slogans hostiles à la guerre en Irak et à des accusations de manipulation de l'information par l'exécutif sortant. Le scénario se répète dans une dizaine d'autres villes en Espagne.

## Résultats

### Participation
| Horaire     | 2000    | 2004    | Différence |
| ----------- | ------- | ------- | ---------- |
| à 14 heures | 36,50 % | 41,02 % | 4,52       |
| à 18 heures | 55,45 % | 63,02 % | 7,57       |
| à 20 heures | 70,00 % | 77,26 % | 7,26       |
| Final       | 68,71 % | 75,66 % | 6,95       |

### Au Congrès des députés
|                                         |                                                                            |                                             |            |       |               |               |               |
| Parti ou coalition                      | Parti ou coalition                                                         | Parti ou coalition                          | Voix       | %     | +/-           | Sièges        | +/-           |
|                                         |                                                                            | Parti socialiste ouvrier espagnol (PSOE)    | 9 439 415  | 36,46 | 7,26          | 143           | 35            |
|                                         | Parti des socialistes de Catalogne (PSC)                                   | 1 586 748                                   | 6,13       | 1,17  | 21            | 4             |               |
| Total Parti socialiste ouvrier espagnol | Total Parti socialiste ouvrier espagnol                                    | 11 026 163                                  | 42,59      | 8,43  | 164           | 39            |               |
|                                         |                                                                            | Parti populaire (PP)                        | 9 635 491  | 37,22 | 6,65          | 146           | 34            |
|                                         | Union du peuple navarrais-Parti populaire (UPN-PP)                         | 127 653                                     | 0,49       | 0,16  | 2             | 1             |               |
| Total Parti populaire                   | Total Parti populaire                                                      | 9 763 144                                   | 37,71      | 6,81  | 148           | 35            |               |
|                                         |                                                                            | Izquierda Unida (IU)                        | 1 049 291  | 4,05  | 1,07          | 3             | 5             |
|                                         | Initiative pour la Catalogne Verts - Gauche unie et alternative (ICV-EUiA) | 234 790                                     | 0,91       | 0,08  | 2             | 1             |               |
| Total Gauche unie                       | Total Gauche unie                                                          | 1 284 081                                   | 4,96       | 0,49  | 5             | 4             |               |
|                                         |                                                                            | Convergence démocratique de Catalogne (CDC) | 835 471    | 4,19  | en stagnation | 6             | 5             |
|                                         | Union démocratique de Catalogne (UDC)                                      | 4                                           | 835 471    | 4,19  | en stagnation | en stagnation |               |
| Total Convergence et Union (CiU)        | Total Convergence et Union (CiU)                                           | 10                                          | 835 471    | 4,19  | en stagnation | 5             |               |
|                                         | Gauche républicaine de Catalogne (ERC)                                     | Gauche républicaine de Catalogne (ERC)      | 652 196    | 2,52  | 1,68          | 8             | 7             |
|                                         | Parti nationaliste basque (EAJ/PNV)                                        | Parti nationaliste basque (EAJ/PNV)         | 420 980    | 1,63  | 0,10          | 7             | en stagnation |
|                                         | Coalition canarienne (CC)                                                  | Coalition canarienne (CC)                   | 235 221    | 0,91  | 0,16          | 3             | 1             |
|                                         | Bloc nationaliste galicien (BNG)                                           | Bloc nationaliste galicien (BNG)            | 208 688    | 0,81  | 0,51          | 2             | 1             |
|                                         | Partido Andalucista (PA)                                                   | Partido Andalucista (PA)                    | 181 868    | 0,70  | 0,19          | 0             | 1             |
|                                         | Chunta Aragonesista (CHA)                                                  | Chunta Aragonesista (CHA)                   | 94 252     | 0,36  | 0,03          | 1             | en stagnation |
|                                         | Eusko Alkartasuna (EA)                                                     | Eusko Alkartasuna (EA)                      | 80 905     | 0,31  | 0,12          | 1             | en stagnation |
|                                         | Nafarroa Bai (NaBai)                                                       | Nafarroa Bai (NaBai)                        | 61 045     | 0,24  | Nv.           | 1             | 1             |
|                                         | Bloc nationaliste valencien (BLOC)                                         | Bloc nationaliste valencien (BLOC)          | 40 759     | 0,16  | 0,09          | 0             | en stagnation |
|                                         | Parti socialiste de Majorque (PSM)                                         | Parti socialiste de Majorque (PSM)          | 40 289     | 0,16  | 0,06          | 0             | en stagnation |
|                                         | Citoyens en blanc (CENB)                                                   | Citoyens en blanc (CENB)                    | 40 208     | 0,16  | Nv.           | 0             | en stagnation |
|                                         | Aralar                                                                     | Aralar                                      | 38 560     | 0,15  | Nv.           | 0             | en stagnation |
|                                         | Autres partis                                                              | Autres partis                               | 479 674    | 1,85  | -             | 0             | en stagnation |
|                                         | Vote blanc                                                                 | Vote blanc                                  | 407 795    | 1,58  | en stagnation |               |               |
|                                         |                                                                            |                                             |            |       |               |               |               |
| Suffrages exprimés                      | Suffrages exprimés                                                         | Suffrages exprimés                          | 25 891 299 | 98,99 |               |               |               |
| Votes nuls                              | Votes nuls                                                                 | Votes nuls                                  | 264 137    | 1,01  |               |               |               |
| Total                                   | Total                                                                      | Total                                       | 26 155 436 | 100   | -             | 350           | en stagnation |
| Abstention                              | Abstention                                                                 | Abstention                                  | 8 416 395  | 24,34 |               |               |               |
| Inscrits/Participation                  | Inscrits/Participation                                                     | Inscrits/Participation                      | 34 571 831 | 75,66 |               |               |               |

### Au Sénat
|                                         |                                                   |                                                   |               |               |  |  |  |  |  |
| Parti                                   | Parti                                             | Parti                                             | Sénat         | Sénat         |  |  |  |  |  |
| Parti                                   | Parti                                             | Parti                                             | Élus          | +/-           |  |  |  |  |  |
|                                         |                                                   | Parti populaire (PP)                              | 97            | 26            |  |  |  |  |  |
|                                         | Union du peuple navarrais (UPN)                   | 3                                                 | en stagnation |               |  |  |  |  |  |
|                                         | Unión del Pueblo Melillense (es) (UPM)            | 1                                                 | en stagnation |               |  |  |  |  |  |
|                                         | Union valencienne (UV)                            | 1                                                 | 1             |               |  |  |  |  |  |
| Total Parti populaire                   | Total Parti populaire                             | 102                                               | 25            |               |  |  |  |  |  |
|                                         |                                                   | Parti socialiste ouvrier espagnol (PSOE)          | 81            | 28            |  |  |  |  |  |
|                                         | Parti des socialistes de Catalogne (PSC)          | 8                                                 | 1             |               |  |  |  |  |  |
| Total Parti socialiste ouvrier espagnol | Total Parti socialiste ouvrier espagnol           | 89                                                | 29            |               |  |  |  |  |  |
|                                         |                                                   | Convergence démocratique de Catalogne (CDC)       | 4             | 2             |  |  |  |  |  |
|                                         | Union démocratique de Catalogne (UDC)             | 0                                                 | 2             |               |  |  |  |  |  |
| Total Convergence et Union (CiU)        | Total Convergence et Union (CiU)                  | 4                                                 | 4             |               |  |  |  |  |  |
|                                         | Gauche républicaine de Catalogne (ERC)            | Gauche républicaine de Catalogne (ERC)            | 3             | 2             |  |  |  |  |  |
|                                         | Parti nationaliste basque (EAJ-PNV)               | Parti nationaliste basque (EAJ-PNV)               | 6             | en stagnation |  |  |  |  |  |
|                                         | Coalition canarienne (CC)                         | Coalition canarienne (CC)                         | 3             | 2             |  |  |  |  |  |
|                                         | Initiative pour la Catalogne Verts (ICV)          | Initiative pour la Catalogne Verts (ICV)          | 1             | 1             |  |  |  |  |  |
|                                         | Partido de Independientes de Lanzarote (es) (PIL) | Partido de Independientes de Lanzarote (es) (PIL) | 0             | 1             |  |  |  |  |  |
| Total (participation : 75,75 %)         | Total (participation : 75,75 %)                   | Total (participation : 75,75 %)                   | 208           | en stagnation |  |  |  |  |  |

## Analyse

Parti vainqueur par circonscription et intensité de sa victoire.

Alors que la participation progresse significativement, le Parti socialiste ouvrier espagnol parvient à opérer un spectaculaire retournement électoral en profitant pleinement de la mobilisation des abstentionnistes. Ce résultat est davantage une victoire des socialistes, qui gagnent près de trois millions de voix et obtiennt à l'époque le meilleur score lors d'élections générales, qu'une défaite du Parti populaire, qui perd seulement 700 000 voix par rapport à 2000. Les cinq points qui les séparent dans les urnes dépassent les écarts constatés lors des moments les plus difficiles pour le gouvernement au cours de la législature sortante,. Autre grande vainqueure de la soirée, la Gauche républicaine de Catalogne pointe au quatrième rang des forces parlementaires, passant de un seul à huit sièges au Congrès, soit son meilleur résultat depuis 1977.
Avec 148 députés, le parti au pouvoir perd 35 sièges et est sanctionné dans les urnes pour sa communication consécutive aux attentats de Madrid. Il abandonne la moitié de ses mandats en Catalogne et au Pays basque, est rattrapé en Galice où il reste le premier parti, et voit l'écart avec les socialistes s'élargir de deux à quinze députés en Andalousie. Izquierda Unida (IU) est l'autre grande défaite de ce scrutin, puisqu'elle perd la moitié de ses députés, victime du vote utile en faveur du Parti socialiste, que ce dernier avait d'ailleurs recommandé tout au long de sa campagne.

## Conséquences

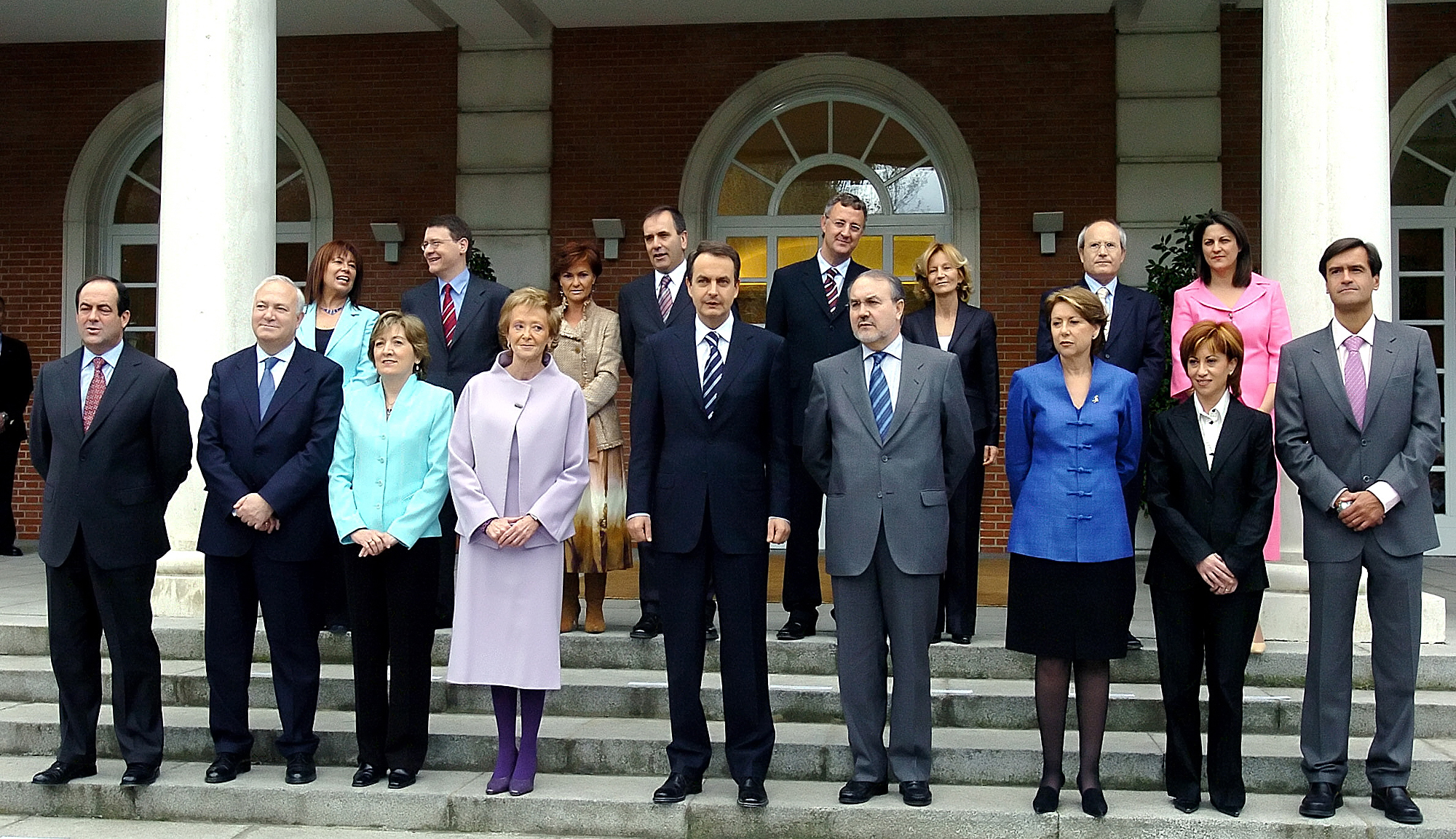
José Luis Rodríguez Zapatero forme son gouvernement un mois après le scrutin.

Le 1er avril, le Parti socialiste signe un accord avec l'ensemble des forces politiques représentées aux Cortes Generales, à l'exception du Parti populaire, afin de répartir les présidences, vice-présidences et secrétariats des chambres. En vertu de ce pacte, le député socialiste Manuel Marín est élu le lendemain président du Congrès des députés par 202 voix pour et 142 votes blancs, tandis que le sénateur socialiste Javier Rojo est porté au poste de président du Sénat par 127 suffrages, contre 123 à la sénatrice conservatrice Rosa Vindel ; au Congrès, la deuxième vice-présidence revient au nationaliste catalan Jordi Vilajoana qui bénéficie de l'entente scellée la veille.
Après deux jours d'entretiens avec les partis représentés aux Cortes, le roi Juan Carlos Ier informe le 7 avril Manuel Marín qu'il propose José Luis Rodríguez Zapatero comme candidat à la présidence du gouvernement. Lors des échanges, aucun parti — à l'exception du Parti populaire — n'a annoncé son intention de voter contre Zapatero lors de l'investiture parlementaire. Le 16 avril, après deux jours de débat, Zapatero est investi président du gouvernement par 183 voix pour, 148 voix contre et 19 abstentions, ayant bénéficié du vote favorable de la Gauche républicaine de Catalogne, d'Izquierda Unida, de la Coalition canarienne, du Bloc nationaliste galicien et de la Chunta Aragonesista. Il est assermenté le lendemain et annonce la composition de son premier gouvernement, qui réunit 16 ministres dont huit femmes, constituant ainsi le premier exécutif paritaire espagnol.